# Skutskär
Skutskär ist ein Ort (tätort) in der schwedischen Provinz Uppsala län und der historischen Provinz Uppland. Er ist zugleich Hauptort der Gemeinde Älvkarleby.
67 Hektar der Fläche des Ortes mit 304 Einwohnern (2015) gehören zur Gemeinde Gävle der benachbarten Provinz Gävleborgs län; damit ist Skutskär einer der neun tätorter Schwedens, die auf dem Territorium zweier Provinzen liegen.
In Skutskär mündet der Dalälven in die Ostsee. Der größte Arbeitgeber ist die Papierfabrik von Stora Enso, die ihren Ursprung im Sägewerk von Skutskärs bruk im Jahr 1869 hat.